# アメリカの環境と環境政策
アメリカの環境と環境政策（アメリカのかんきょうとかんきょうせいさく）ではアメリカ合衆国の自然環境に関する実績・政策・状況・問題とその推移を扱う。

## 第二次世界大戦終結まで
- 1918年7月、渡り鳥条約法を制定。アメリカ議会（上院・下院とも共和党が多数派）は、渡り鳥として指定されている鳥と鳥の卵・羽・巣の狩猟・捕獲・殺害・販売を禁止する渡り鳥条約法（Migratory Bird Treaty Act 1918）を可決し、ウィルソン大統領（民主党）が署名して成立した。
- 1924年6月、クラーク-マクナリ法を制定。アメリカ議会（上院・下院とも共和党が多数派）は、農務省の林野部が、国有の森林と草原の保護と育成のために、土地の買収、木苗の生産・配布・植林、木材の生産を推進する（Clarke-McNary Act 1924）を可決し、ハーディング大統領（共和党）が署名して成立した。

## 冷戦終結まで
- 1959年1月、南極条約に署名。アメリカ政府（アイゼンハワー大統領・共和党）は、南極の平和利用、科学的調査の自由と国際協力の促進、領土権主張の凍結を規定する南極条約（Antarctic Treaty）に署名した。
- 1960年8月、南極条約を批准。アメリカ議会上院（民主党が多数派）は、南極の平和利用、科学的調査の自由と国際協力の促進、領土権主張の凍結を規定する南極条約（Antarctic Treaty）を批准した。
- 1963年12月、1963年の大気浄化法を制定。アメリカ議会（上院・下院とも民主党が多数派）は、工場や発電所などの固定施設による排気ガスの排出量を規制する1963年の大気浄化法（Clean Air Act 1963）を可決し、ジョンソン大統領（民主党）が署名して成立した。
- 1964年9月、自然原野法を制定。アメリカ議会（上院・下院とも民主党が多数派）は、内務省の国立公園サービス、農務省の林野部、内務省の魚類野生生物部、内務省の土地管理局が自然原野を自然保護区域として管理する自然原野法（Wilderness Act）法を可決し、ジョンソン大統領（民主党）が署名して成立した。
- 1970年1月、国家環境政策法を制定。アメリカ議会（上院・下院とも民主党が多数派）は、環境と生物圏への被害を予防し、生態系と自然資源に対する理解を向上させるための国家環境政策法（National Environmental Policy Act）を可決し、ニクソン大統領（共和党）が署名して成立した。
- 1970年3月、海洋大気局を設立。アメリカ政府（ニクソン大統領・共和党）は、海洋と大気の状態を観察し、海洋の資源と生態系の観察を目的とする、海洋大気局（National Oceanic and Atmospheric Administration）を設立した。
- 1970年7月、環境保護庁を設立。アメリカ政府（ニクソン大統領・共和党）は、人間の健康と地球の環境を保護し、環境破壊の予防と回復のための研究を行い、政策を実施する環境保護局（EPA）を設立した。
- 1972年10月、水質清浄法を制定。アメリカ議会（上院・下院とも民主党が多数派）は、産業廃棄物・生活廃棄物の有害汚染を除去せずに環境に排出し、地下水、河川、湖沼、海洋の水質汚染を予防するための水質清浄法（Clean Water Act）を可決し、ニクソン大統領（共和党）が署名して成立した。
- 1970年12月、大気浄化法を制定。アメリカ議会（上院・下院とも民主党が多数派）は、大気汚染の移動発生源対策として、新型車に対する排気ガスを規制し、自動車の排気ガス中の炭化水素HC、一酸化炭素CO、硫黄酸化物SOx、窒素酸化物NOxの排出量を5年間で90%以上削減することを規定した1970年の大気浄化法（Clean Air Act 1970）を全面改正案を可決し、ニクソン大統領（共和党）が署名して成立した。
- 1972年9月、ラムサール条約に署名。アメリカ政府（ニクソン大統領・共和党）は、野鳥の生息地として重要な湿地を保護するラムサール条約（Ramsar Convention）に署名した。
- 1972年10月、海洋哺乳動物保護法を制定。アメリカ議会（上院・下院とも民主党が多数派）は、クジラ、イルカ、アシカ、セイウチ、ラッコ、北極熊の科学的調査、繁殖目的以外の捕獲を禁止する海洋哺乳類保護法（Marine Mammal Protection Act）を可決し、ニクソン大統領（共和党）が署名して成立した。
- 1973年3月、ワシントン条約に署名。アメリカ政府（ニクソン大統領・共和党）は、絶滅のおそれのある野生動植物の種の国際取引を規制するワシントン条約（CITES）に署名した。
- 1973年3月、ワシントン条約を批准。アメリカ議会上院（民主党が多数派）は、絶滅のおそれのある野生動植物の種の国際取引を規制するワシントン条約（CITES）条約を批准した。
- 1973年12月、包括的絶滅危惧種法を制定。アメリカ議会（上院・下院とも民主党が多数派）は、絶滅危惧種を指定し、絶滅危惧種とその種が生存を依存する生態系と生息地を保護し、絶滅危惧主の捕獲・殺害を禁止し、種の個体数と自然繁殖力を回復させる計画を作成し実施する、包括的絶滅危惧種法（Endangered Species Act）を可決し、ニクソン大統領（共和党）が署名して成立した。
- 1974年12月、安全な飲料水法を制定。アメリカ議会上院（民主党が多数派）は、飲料水の品質基準を規定し、飲料水と供給者を監視する、安全な飲料水法（Safe Drinking Water Act）を可決し、フォード大統領（共和党）が署名して成立した。
- 1976年10月、国有森林管理法を制定。アメリカ議会（上院・下院とも民主党が多数派）は、農務省に国有森林地帯の再生可能資源の管理計画の実施を義務付ける国有森林管理法（National Forest Management Act of 1976）を可決し、フォード大統領（共和党）が署名して成立した。
- 1976年10月、有毒物質管理法を制定。アメリカ議会（上院・下院とも民主党が多数派）は、化学物質から健康と環境を保護するため、新規の化学物質を生産または輸入する事業者に対して、環境保護庁への報告を義務付け、環境保護庁は報告された化学物質が健康と環境を侵害する可能性が高い場合は製造と輸入を禁止する、有毒物質管理法を可決し（Toxic Substances Control Act 1976）、フォード大統領が署名して成立した。
- 1977年12月、水質浄化法を制定。アメリカ議会（上院・下院とも民主党が多数派）は、産業廃棄物を海・川・湖に排出するための基準を環境保護庁が規定する水質浄化法を可決し、カーター大統領（民主党）が署名して成立した。
- 1982年11月、海洋法に関する国際連合条約に未署名。国連総会は、領海・排他的経済水域・公海、漁業、生物資源、大陸棚の保護と利用に関する包括的な規程である、海洋法に関する国際連合条約（United Nations Convention on the Law of the Sea）を採択した。アメリカ政府（レーガン大統領・共和党、ブッシュ大統領・共和党、クリントン大統領・民主党、ブッシュ大統領・共和党）は2007年8月時点で未署名である。
- 1985年3月、オゾン層の保護のためのウィーン条約に署名。アメリカ政府（レーガン大統領・共和党）は、オゾン層を保護するための国際協力を規定するウィーン条約（Vienna Convention）に署名した。
- 1986年8月、オゾン層の保護のためのウィーン条約を批准。アメリカ議会上院（共和党が多数派）は、オゾン層を保護するための国際協力を規定するウィーン条約（Vienna Convention）を批准した。
- 1986年10月、ラムサール条約を批准。アメリカ議会上院（共和党が多数派）は、野鳥の生息地として重要な湿地を保護するラムサール条約（Ramsar Convention）を批准した。
- 1987年9月、モントリオール議定書に署名。アメリカ政府（レーガン大統領・共和党）は、オゾン層を保護するための国際協力を規定するウィーン条約のモントリオール議定書（Montreal Protocol）に署名した。
- 1988年4月、モントリオール議定書を批准。アメリカ議会上院（民主党が多数派）は、オゾン層を保護するための国際協力を規定するウィーン条約のモントリオール議定書（Montreal Protocol）を批准した。

## 冷戦終結後
- 1990年3月、バーゼル条約に署名。アメリカ政府（ブッシュ大統領・共和党）は、有害廃棄物の国際移動とその処分の管理を規定するバーゼル条約（Basel Convention）に署名した。アメリカ議会上院（署名時-1995年1月3日まで民主党が多数派、1995年1月4日-2007年1月3日まで共和党が多数派、2007年1月4日-2009年1月3日は民主党が多数派）は2007年8月時点で未批准である。
- 1990年10月、大気浄化法を改正。アメリカ議会（上院・下院とも民主党が多数派）は、大気汚染の固定発生源対策として、新規発生源に対する性能基準を規定、既存発生源を含む全ての発生源に適用される有害大気汚染物質を7物質から188物質に増加し、有害大気汚染物質の排出基準を規定、燃料への規制を追加、酸性雨対策として、二酸化硫黄の排出量取引プログラムを規定した1990年の大気浄化法（Clean Air Act 1990）全面改正案を可決し、ブッシュ大統領（共和党）が署名して成立した。
- 1991年12月、ロンドン条項を批准。アメリカ議会上院（民主党が多数派）は、オゾン層を保護するための国際協力を規定するウィーン条約のロンドン修正条項（London Amendment）を批准した。
- 1992年6月、気候変動枠組条約に署名。アメリカ政府（ブッシュ大統領・共和党）は、大気中の温室効果ガスの濃度を地球温暖化が進行しない程度に安定化させる気候変動枠組条約（UNFCCC）に署名した。
- 1992年10月、気候変動枠組条約を批准。アメリカ議会上院（民主党が多数派）は、大気中の温室効果ガスの濃度を地球温暖化が進行しない程度に安定化させる気候変動枠組条約（UNFCCC）を批准した。
- 1993年6月、生物の多様性に関する条約に署名。アメリカ政府（クリントン大統領・民主党）は、多様な生物を生息環境とともに保全し、生物資源を持続可能に利用し、遺伝資源から発生する利益を公正に配分するための生物多様性条約（CBD）に署名した。アメリカ議会上院（署名時-2007年1月3日まで共和党が多数派、2007年1月4日-2009年1月3日は民主党が多数派）は2007年8月時点で未批准である。
- 1994年3月、コペンハーゲン条項を批准。アメリカ議会上院（民主党が多数派）は、オゾン層を保護するための国際協力を規定するウィーン条約のコペンハーゲン修正条項（Copenhagen Amendment）を批准した。
- 1994年10月、砂漠化対処条約に署名。アメリカ政府（クリントン大統領・民主党）は、深刻な干ばつまたは砂漠化に直面する国に対する砂漠化対処条約（UNCCD）に署名した。
- 1998年9月、ロッテルダム条約に署名。アメリカ政府（クリントン大統領・民主党）は、国際貿易の対象となる特定の有害な化学物質についての事前の情報に基づく同意の手続を規定するロッテルダム条約（PIC）に署名した。アメリカ議会上院（署名時-2007年1月3日まで共和党が多数派、2007年1月4日-2009年1月3日は民主党が多数派）は2007年8月時点で未批准である。
- 1998年11月、京都議定書に署名。アメリカ政府（クリントン大統領・民主党）は、気候変動枠組条約の京都議定書（Kyoto Protocol）に署名した。アメリカ議会上院（署名時-署名撤回まで共和党が多数派）は2001年4月にブッシュ大統領が署名を撤回するまで未批准だった。
- 1999年9月、海洋法に関する国際連合条約の魚資源管理協定を批准。アメリカ議会上院（共和党が多数派）は、海洋法に関する国際連合条約（United Nations Convention on the Law of the Sea）の魚資源の保護と管理の協定を批准した。
- 2000年11月、砂漠化対処条約を批准。アメリカ議会上院（共和党が多数派）は、深刻な干ばつまたは砂漠化に直面する国に対する砂漠化対処条約（UNCCD）を批准した。
- 2000年7月、海洋法の制定。アメリカ議会（上院・下院とも共和党が多数派）は、海洋および海岸の資源の管理、海洋環境の保護および海洋汚染の予防、海洋環境についての人間の知識の増大、エネルギーと食糧安全保障を促進する技術への投資、それらの目的を推進するための海洋政策委員会を設立する海洋法（Oceans Act of 2000）を可決し、クリントン大統領（民主党）が署名して成立した。
- 2001年3月、京都議定書から脱退。ブッシュ大統領（共和党）は、気候変動枠組条約の京都議定書（Kyoto Protocol）の署名を撤回した。
- 2001年5月、残留性有機汚染物質に関するストックホルム条約に署名。ブッシュ大統領は、環境中での残留性が高いPCB、DDT、ダイオキシン等の残留性有機汚染物質を規制するストックホルム条約（POPS）に署名した。アメリカ議会上院（署名時-2007年1月3日まで共和党が多数派、2007年1月4日-2009年1月3日は民主党が多数派）は2007年8月時点で未批准である。
- 2003年10月、モントリオール条項を批准。アメリカ議会上院（共和党が多数派）は、オゾン層を保護するための国際協力を規定するウィーン条約のモントリオール修正条項（Montreal Amendment）を批准した。
- 2003年10月、北京条項を批准。アメリカ議会上院（共和党が多数派）は、オゾン層を保護するための国際協力を規定するウィーン条約の北京修正条項（Beijing Amendment）を批准した。
- 2004年5月、たばこ規制枠組条約に署名。世界保健機関(WHO)は、喫煙による健康被害を予防する目的、特に非喫煙者が受動喫煙により健康被害を予防する目的で、公共の場での喫煙の禁止・規制、タバコの広告・販売促進の禁止、タバコの危険性の明示を規定したたばこの規制に関する世界保健機関枠組条約 (FCTC) を2003年5月に採択した。2004年5月にアメリカ政府（ブッシュ大統領・共和党）は署名した。アメリカ議会上院（多数派は、署名時-2007年1月は共和党、2007年1月-2015年1月3日は民主党、2015年1月4日-2021年1月3日は共和党）は2018年12月時点で未批准である。[1]
- 2005年8月、2005年のエネルギー政策法を制定。アメリカ議会（上院・下院とも共和党が多数派）は、包括的な長期のエネルギー政策の確立を目的として、温室効果ガスを避ける革新的技術の開発に対する融資を保障し、2012年度までに2005年度の3倍の75億ガロンの生物燃料をガソリンに混合して販売することを義務付け、連邦政府の保有車両に代替燃料だけで駆動することを義務付け、電気モーターとガソリンエンジンのハイブリッド駆動車の所有者への3400ドルを上限とする税控除を提供し、エネルギーの効率的な建築物への税控除を提供し、省エネルギーの向上策を実施している過程への税控除を提供し、新しい原子力発電所の建設を許可し補助金を提供し、自然資源エネルギーの生産者に補助金を提供し、風力・波力・潮力・地熱・太陽熱・生物などの自然資源のエネルギーの研究と報告をエネルギー省に義務付ける、2005年のエネルギー政策法（Energy Policy Act of 2005）を可決し、ブッシュ大統領（共和党）が署名して成立した。
- 2007年4月、CO2排出規制義務付けの判決。地球温暖化抑止運動勢力がアメリカ政府に対して、温暖化抑止対策として温室効果ガスの排出規制の実施を求めた裁判で、アメリカ最高裁判所は連邦環境保護庁に対して地球温暖化の原因になるCO2などの温室効果ガスの規制を義務付ける判決をした。
- 2010年12月、ポスト京都議定書のカンクン合意。アメリカ政府（オバマ大統領・民主党）は、京都議定書の第一約束期間である2008年～2012年以降の、世界の温室効果ガス削減の枠組みとして議論されていた、気候変動枠組条約の「新たなる目標」の通称「ポスト京都議定書」に対して、2020年に2005年比で排出量を17%削減をメキシコのカンクンにおいて開催された気候変動枠組条約第16 回締約国会議（COP16）、京都議定書第6回締約国会合（CMP6）において、合意した。
- 2015年10月、クリーンパワープラン（CPP）策定。オバマ大統領（民主党）は、法改正を行わずに既存の大気浄化法第111条（d）の汚染物質発生源に対する規制の下で実施するものとして、クリーンパワープラン（CPP）を2015年8月に発表し、同年10月23日に法的効力を発効した。このプランは、既設火力発電所に対して、CO₂排出量を2030年までに2005年比32％削減させることを目標に掲げた。同時に、発電所からの二酸化硫黄排出量を90%、窒素酸化物（NOx）排出量を72%削減することも目指すよう求めた。そして、州に対して対策を講じることを義務づけ、発電方法の見直しとCO2排出削減に関する州ごとの計画（State Plan）を提出するよう求めた。しかしながら、同政策に反対するエネルギー関連企業や27州の州政府からは、連邦政府の越権行為だとして提訴された。そして2016年2月、アメリカ最高裁により訴訟が結審するまでCPPの執行を一時停止することを命じられ、2017年10月10日に結審を待たずに廃止されるまで、凍結された[2][3]。
- 2016年9月、パリ協定を批准。オバマ大統領（民主党）は、CPPなど既存の規則で実現可能であり、既に存在する法律や規則で認められた内容であることを理由に、アメリカ議会上院（共和党が多数派）の同意を得ず、大統領権限による「行政協定」により、気候変動抑制に関する多国間の国際的な協定であるパリ協定を批准した。
- 2017年10月、クリーンパワープラン（CPP）廃止。アメリカ政府（トランプ大統領・共和党）は、CPPは環境保護庁（EPA）の法的権限を逸脱し、州に電源構成の変更を強制するものとして、前政権（オバマ大統領・民主党）が策定したクリーンパワープラン（CPP）を2017年10月10日に廃止した。
- 2019年9月、アフォーダブル・クリーン・エネルギー（ACE）ルール策定。アメリカ政府（トランプ大統領・共和党）は、CPPに変わるプランとして、アフォーダブル・クリーン・エネルギー（ACE）ルールを策定し、2019年9月6日に発効した。CPPと異なる主な点は、発電所のコストパフォーマンスの考慮を可能とし、州政府に裁量を委ねることができることである[4][3]。
- 2020年11月、パリ協定から離脱。トランプ大統領（共和党）は、アメリカ国内の製造業にとって不利になること、中国にとって有利な協定であること、そして地球温暖化懐疑論を支持していることを理由に気候変動枠組条約のパリ協定からの離脱を主張し、国連に2019年11月4日に通告し、その1年後のアメリカ合衆国大統領選挙の一般有権者による投票および開票日翌日の2020年11月4日に正式に離脱した[5][6]。
- 2021年1月、環境関連の大統領令署名。バイデン大統領（民主党）就任翌日に、複数の環境関連の大統領令に署名した。内容は、環境政策に合致しない自動車の燃費規制を含めた連邦政府の規則の見直しと一時停止及び廃止、温室効果ガス排出増加による社会的費用の算出およびそのための省庁間作業部会の設置、前政権（トランプ大統領・共和党）時の2019年3月29日に建設認可されたアメリカ・カナダ間の原油輸送のために計画されてきたキーストーンXLパイプラインの取り消しである[7]。
- 2021年2月、パリ協定離脱から約3か月ぶりに復帰。バイデン大統領（民主党）就任当日にパリ協定離脱から復帰にかかる文書に署名し、2021年2月19日に復帰した[7][8]。

## アメリカの環境と環境政策の傾向
- アメリカが第二次世界大戦で使用した核兵器は放射線による病気の発症や遺伝子の変異の原因になり、ベトナム戦争で山林・森林・原野・田畑に対して使用した枯葉剤により、植物を大量死させ、生物の遺伝子に変異を与えた可能性・危険性が指摘された。また、湾岸戦争、ボスニア・ヘルツェゴビナ紛争、スーダン空爆、アフガニスタン空爆、イラク空爆、コソボ紛争、アフガニスタン侵攻、イラク戦争で使用した劣化ウラン弾は、重金属による土壌・地下水・湖沼・河川の汚染や、病気や遺伝子の変異の原因になる可能性・危険性が指摘されている。
- アメリカは地球温暖化の原因となる温室効果ガスの削減に関しては、1963年、1970年、1990年、1990年の気候変動枠組み条約、温室効果ガスの浄化と排出の基準を厳格化し、2005年のエネルギー政策法で石油に依存した経済から生物資源燃料、自然資源燃料への転換をめざして政府と民間が包括的な取り組みを開始している。
- アメリカは地球温暖化と温室効果ガスの問題が顕在化して以後、特に気候変動枠組み条約に加盟して以後、アメリカは政府・議会・法人・国民が連携して、地球温暖化の予防と温室効果ガスの排出削減に包括的に取り組んでいる。その結果の一つとして、アメリカのバイオエタノールの生産高は、1980年は17,500万ガロン、1990年は84,800万ガロン、2000年は162,200万ガロン、2010年は1,329,800万ガロン、2019年は1,577,800万ガロンに増加し、2019年の世界の生産高に占める割合は、ブラジル（生産量：802,000万ガロン　割合：30%）を抜いて、世界最大（生産量：1,580,000万ガロン　割合：54%）である。バイオエタノールの生産プラントは、1999年は50か所であり、2010年の204か所まで増加したが、それ以降は、200前後の増減を繰り返しながら、横ばいを推移し、2019年は190か所である。建設中のプラントは1999年は5か所であり、ピークの2006年の76か所まで増加したが、それ以降は減少し、2010年以降は1桁台となり、2018年現在は4か所である。[9]
- アメリカ政府は2007年1月に連邦議会で表明した年頭教書で、2017年までの10年間で、ガソリン消費量を20%削減し、代替燃料として生物資源燃料の生産量を2006年度の54億ガロンから350億ガロンに増大し、自動車の燃料の15%を生物資源燃料に転換し、自動車の燃料消費を85億ガロン削減する数値目標を設定し、地球温暖化の原因となる温室効果ガスの排出削減と地球温暖化予防、石油に依存しない産業・経済・生活への転換を重要政策の一つとして設定した。
- アルバート・ゴア元副大統領の著書および映画『不都合な真実』で地球温暖化による環境激変の危機が直前まで迫っている、人類や生態系が存続可能な環境を維持するためには、今すぐ温室効果ガスの削減に着手しなければならないという主張がアメリカ国内および世界で浸透し、イギリス政府の報告書『気候変動の経済影響』が公表され、アメリカの温暖化防止に対する取り組みも積極化しつつある2007年現在、開発途上国も含めて全ての諸国と諸国民は、個々の国の個別の利害・政策を超越して、包括的な環境保護対策に協力して取り組むことが求められている。
- 温暖化の原因になる温室効果ガスの排出量削減対策の手段として、2018年現在で実用化されていて、他の手段と比較して短期的な成果を上げることが容易なバイオ燃料生産の急激な増大により、2018年現在でバイオ燃料の主要な原料であるトウモロコシ、サトウキビの生産高のうち、人・家畜の食料に配分されず、バイオ燃料の原料に配分される比率が増大した結果、トウモロコシ、サトウキビの卸売価格・小売価格が高騰し、経済的に貧しい国・地域・人々にとって、所得に対する食料費の比率が増大し生活を困窮化させる、および、バイオ燃料の原料の生産のために森林を伐採して農地化することにより、二酸化炭素を吸収する資源であり、野生動植物の生活環境であり生物多様性を保持する環境でもある森林面積が減少する、などの自然環境と人々の生活に対する負の側面の現象が発生し、それらの問題の解決も温暖化対策とともに求められている。
- 温室効果ガスの排出量削減対策のバイオ燃料以外の自然資源による手段としては、燃料電池、太陽光発電、風力発電、水力発電、潮力発電、地熱発電、核融合発電、電気自動車、植林活動などがあり、核融合発電は技術的に未実用化であり2018年現在の技術による予測では実用化の見込みが不明であるが、他の方法は技術的には実用化済みであり、費用対効果の向上、インフラの整備、一般市民が利用可能な能力・価格の実現により、前期の各種方法を組み合わせて採用することにより、化石資源を燃焼させることによる二酸化炭素の排出を減少・廃絶し、温暖化抑止対策を推進することが求められている。

## 政党の環境政策に関する傾向
- アメリカは政権が民主党でも共和党でも、議会の多数派が民主党でも共和党でも、生物多様性と生物生息環境の保護、土壌・河川・湖沼・海洋・大気の保護、産業・生活廃棄物の廃棄規制と有害性の除去、化石資源から自然資源へのエネルギーと・素材の転換、地球温暖化抑止対策などの、環境保護を推進した実績も、環境保護を無視した実績も、環境破壊を推進した実績も、環境破壊を抑止した実績もあり、環境政策に関する政策・実績は、民主党の多数派と共和党の多数派に本質的・根本的な差異はない。
- イェール大学のアンソニー・レイスロウィッツらが行った世論調査によると地球温暖化を信じる米国人の割合は2008年以降低下傾向にあり、懐疑的な意見が増えている(参考文献:Climate Change in the American Mind)。特に共和党支持層においてこのような傾向があるとアンソニーは指摘している(Nature 466,24)。

## 米国の二酸化炭素・温室効果ガス排出量
| 年度 | 大 統 領 | 上 院 | 下 院 | 家庭部門 | 家庭部門 | 商業部門 | 商業部門 | 工業部門 | 工業部門 | 交通部門 | 交通部門 | 電力部門 | 二酸化炭素 | 二酸化炭素 | 温室効果ガス | 温室効果ガス |
| 年度 | 大 統 領 | 上 院 | 下 院 | 鉱燃     | 小計     | 鉱燃     | 小計     | 鉱燃     | 小計     | 鉱燃     | 小計     | 電力部門 | 排出量     | 増減       | 排出量       | 増減         |
| --- | -------- | ----- | ----- | -------- | -------- | -------- | -------- | -------- | -------- | -------- | -------- | -------- | ---------- | ---------- | ------------ | ------------ |
| 1973 | 共       | 民    | 民    | 471.99   | 906.98   | 275.45   | 609.27   | 1,375.31 | 1,890.54 | 1,312.89 | 1,315.20 | 1286.35  | 4721.99    | NA         | NA           | NA           |
| 1974 | 共       | 民    | 民    | 449.27   | 873.15   | 264.16   | 586.74   | 1,318.14 | 1,820.23 | 1,279.02 | 1,281.11 | 1250.64  | 4561.23    | -3.4       | NA           | NA           |
| 1975 | 共       | 民    | 民    | 448.56   | 867.28   | 249.48   | 582.87   | 1,195.12 | 1,684.70 | 1,289.45 | 1,291.57 | 1243.82  | 4426.42    | -3.0       | NA           | NA           |
| 1976 | 共       | 民    | 民    | 471.00   | 912.68   | 269.33   | 627.49   | 1,251.04 | 1,800.23 | 1,351.61 | 1,353.76 | 1351.18  | 4694.16    | 6.0        | NA           | NA           |
| 1977 | 民       | 民    | 民    | 456.96   | 934.55   | 264.56   | 645.03   | 1,267.74 | 1,849.54 | 1,404.14 | 1,406.40 | 1442.13  | 4835.53    | 3.0        | NA           | NA           |
| 1978 | 民       | 民    | 民    | 454.57   | 938.43   | 266.35   | 647.60   | 1,253.91 | 1,834.34 | 1,461.43 | 1,463.54 | 1447.66  | 4883.91    | 1.0        | NA           | NA           |
| 1979 | 民       | 民    | 民    | 421.77   | 918.03   | 266.33   | 661.28   | 1,301.28 | 1,913.17 | 1,452.00 | 1,454.15 | 1505.25  | 4946.63    | 1.3        | NA           | NA           |
| 1980 | 民       | 民    | 民    | 382.55   | 911.38   | 250.11   | 661.86   | 1,176.26 | 1,777.01 | 1,397.77 | 1,400.16 | 1543.72  | 4750.41    | -4.0       | 5,840.00     | NA           |
| 1981 | 共       | 共    | 民    | 356.64   | 878.44   | 232.15   | 662.66   | 1,104.19 | 1,700.75 | 1,383.15 | 1,385.45 | 1551.17  | 4627.30    | -2.6       | 5,741.30     | -1.7         |
| 1982 | 共       | 共    | 民    | 354.90   | 872.65   | 232.50   | 664.54   | 974.275  | 1,502.98 | 1,351.69 | 1,353.98 | 1480.80  | 4394.16    | -5.0       | 5,463.70     | -4.8         |
| 1983 | 共       | 共    | 民    | 335.99   | 866.92   | 232.76   | 671.31   | 924.406  | 1,473.05 | 1,356.75 | 1,359.38 | 1520.76  | 4370.66    | -0.5       | 5,415.30     | -0.9         |
| 1984 | 共       | 共    | 民    | 360.08   | 902.14   | 243.24   | 704.41   | 1,017.48 | 1,599.67 | 1,387.02 | 1,389.93 | 1588.34  | 4596.16    | 5.2        | 5,709.90     | 5.4          |
| 1985 | 共       | 共    | 民    | 355.47   | 908.67   | 224.33   | 704.50   | 969.614  | 1,552.67 | 1,418.35 | 1,421.24 | 1619.31  | 4587.08    | -0.2       | 5,729.30     | 0.3          |
| 1986 | 共       | 共    | 民    | 347.08   | 904.94   | 223.93   | 710.72   | 944.944  | 1,510.60 | 1,469.05 | 1,472.06 | 1613.31  | 4598.32    | 0.2        | 5,717.80     | -0.2         |
| 1987 | 共       | 民    | 民    | 352.75   | 934.25   | 226.82   | 735.60   | 980.77   | 1,567.61 | 1,515.88 | 1,519.00 | 1680.24  | 4756.46    | 3.4        | 5,889.80     | 3            |
| 1988 | 共       | 民    | 民    | 373.71   | 982.40   | 237.99   | 772.49   | 1,035.68 | 1,646.84 | 1,575.78 | 1,578.96 | 1757.53  | 4980.69    | 4.7        | 6,112.80     | 3.8          |
| 1989 | 共       | 民    | 民    | 380.59   | 1005.17  | 234.96   | 794.23   | 1,038.79 | 1,677.25 | 1,587.98 | 1,591.27 | 1825.60  | 5067.91    | 1.8        | 6,226.90     | 1.9          |
| 1990 | 共       | 民    | 民    | 339.44   | 963.18   | 226.67   | 792.52   | 1,058.34 | 1,696.59 | 1,584.41 | 1,587.62 | 1831.05  | 5039.90    | -0.6       | 6,437.00     | 3.4          |
| 1991 | 共       | 民    | 民    | 347.24   | 980.13   | 227.76   | 794.29   | 1,025.21 | 1,652.24 | 1,564.80 | 1,567.95 | 1829.61  | 4994.61    | -0.9       | 6,373.26     | -1.0         |
| 1992 | 共       | 民    | 民    | 357.08   | 981.45   | 228.83   | 795.87   | 1,077.08 | 1,725.98 | 1,588.50 | 1,591.64 | 1843.45  | 5094.94    | 2.0        | 6,480.09     | 1.7          |
| 1993 | 民       | 民    | 民    | 372.16   | 1039.33  | 225.89   | 819.27   | 1,067.55 | 1,722.91 | 1,601.05 | 1,604.25 | 1919.11  | 5185.75    | 1.8        | 6,596.77     | 1.8          |
| 1994 | 民       | 民    | 民    | 364.22   | 1032.25  | 228.58   | 833.43   | 1,086.07 | 1,753.77 | 1,640.80 | 1,644.10 | 1943.88  | 5263.55    | 1.5        | 6,685.73     | 1.3          |
| 1995 | 民       | 共    | 共    | 360.96   | 1039.07  | 231.35   | 851.33   | 1,095.54 | 1,754.27 | 1,675.30 | 1,678.54 | 1960.05  | 5323.21    | 1.1        | 6,771.02     | 1.3          |
| 1996 | 民       | 共    | 共    | 389.37   | 1099.12  | 240.03   | 882.61   | 1,128.89 | 1,806.59 | 1,720.58 | 1,723.80 | 2033.26  | 5512.12    | 3.5        | 6,974.41     | 3.0          |
| 1997 | 民       | 共    | 共    | 371.08   | 1089.81  | 240.19   | 926.02   | 1,131.29 | 1,824.85 | 1,738.90 | 1,742.18 | 2101.40  | 5582.87    | 1.3        | 7,028.80     | 0.8          |
| 1998 | 民       | 共    | 共    | 338.62   | 1097.44  | 222.99   | 946.79   | 1,101.89 | 1,807.73 | 1,776.12 | 1,779.45 | 2191.79  | 5631.40    | 0.9        | 7,077.75     | 0.7          |
| 1999 | 民       | 共    | 共    | 359.60   | 1121.63  | 225.66   | 960.33   | 1,081.05 | 1,785.37 | 1,822.23 | 1,825.65 | 2204.43  | 5692.97    | 1.1        | 7,125.61     | 0.7          |
| 2000 | 民       | 共    | 共    | 379.92   | 1185.08  | 239.16   | 1021.97  | 1,071.22 | 1,789.81 | 1,866.07 | 1,869.70 | 2310.20  | 5866.56    | 3.0        | 7,275.40     | 2.1          |
| 2001 | 共       | 共    | 共    | 366.99   | 1171.50  | 230.14   | 1027.23  | 1,049.57 | 1,716.82 | 1,845.31 | 1,849.14 | 2272.68  | 5764.69    | -1.7       | 7,172.48     | -1.4         |
| 2002 | 共       | 共    | 共    | 367.27   | 1202.61  | 230.97   | 1026.27  | 1,036.79 | 1,690.59 | 1,886.13 | 1,889.78 | 2288.07  | 5809.24    | 0.8        | 7,214.46     | 0.6          |
| 2003 | 共       | 共    | 共    | 385.14   | 1232.07  | 241.31   | 1037.06  | 1,028.00 | 1,700.04 | 1,886.19 | 1,890.71 | 2319.23  | 5859.89    | 0.9        | 7,255.11     | 0.6          |
| 2004 | 共       | 共    | 共    | 371.29   | 1227.30  | 237.84   | 1053.06  | 1,066.67 | 1,741.05 | 1,952.62 | 1,957.40 | 2350.39  | 5978.81    | 2.0        | 7,381.67     | 1.7          |
| 2005 | 共       | 共    | 共    | 364.10   | 1260.96  | 227.21   | 1068.54  | 1,013.01 | 1,685.48 | 1,979.23 | 1,984.18 | 2415.61  | 5999.15    | 0.3        | 7,391.77     | 0.1          |
| 2006 | 共       | 共    | 共    | 322.92   | 1191.43  | 207.63   | 1042.87  | 1,017.24 | 1,667.12 | 2,007.60 | 2,012.33 | 2358.36  | 5913.75    | -1.4       | 7,314.39     | -1.0         |
| 2007 | 共       | 民    | 民    | 343.75   | 1240.57  | 216.71   | 1077.51  | 1,005.07 | 1,667.16 | 2,012.59 | 2,017.86 | 2424.97  | 6003.10    | 1.5        | 7,416.45     | 1.4          |
| 2008 | 共       | 民    | 民    | 357.11   | 1234.51  | 225.94   | 1075.04  | 972.197  | 1,613.74 | 1,888.42 | 1,893.28 | 2372.90  | 5816.57    | -3.1       | 7,210.13     | -2.8         |
| 2009 | 民       | 民    | 民    | 338.22   | 1157.01  | 223.10   | 1007.15  | 852.694  | 1,403.10 | 1,820.11 | 1,824.77 | 2157.90  | 5392.02    | -7.3       | 6,753.91     | -6.3         |
| 2010 | 民       | 民    | 民    | 335.41   | 1209.55  | 220.62   | 1024.91  | 920.022  | 1,507.26 | 1,838.19 | 1,842.86 | 2270.33  | 5584.58    | 3.6        | 6,981.61     | 3.4          |
| 2011 | 民       | 民    | 共    | 325.56   | 1148.82  | 221.49   | 989.93   | 924.589  | 1,498.18 | 1,804.51 | 1,808.95 | 2169.73  | 5445.89    | -2.5       | 6,820.53     | -2.3         |
| 2012 | 民       | 民    | 共    | 285.86   | 1042.70  | 200.82   | 931.56   | 938.51   | 1,481.27 | 1,769.40 | 1,773.43 | 2034.37  | 5228.96    | -4.0       | 6,580.67     | -3.5         |
| 2013 | 民       | 民    | 共    | 332.28   | 1099.88  | 222.60   | 958.43   | 959.098  | 1,501.36 | 1,792.16 | 1,796.36 | 2049.90  | 5356.04    | 2.4        | 6,769.55     | 2.9          |
| 2014 | 民       | 民    | 共    | 349.01   | 1115.24  | 233.91   | 970.17   | 969.735  | 1,512.92 | 1,810.68 | 1,814.91 | 2049.90  | 5413.24    | 1.1        | 6,829.02     | 0.9          |
| 2015 | 民       | 共    | 共    | 322.62   | 1037.03  | 239.95   | 932.31   | 952.726  | 1,454.66 | 1,834.96 | 1,838.84 | 1912.58  | 5262.84    | -2.8       | 6,676.37     | -2.2         |
| 2016 | 民       | 共    | 共    | 298.97   | 982.01   | 231.98   | 893.79   | 950.944  | 1,423.74 | 1,867.34 | 1,870.97 | 1821.28  | 5170.51    | -1.8       | 6,524.08     | -2.3         |
| 2017 | 共       | 共    | 共    | 301.53   | 946.85   | 233.38   | 866.64   | 968.841  | 1,429.58 | 1,883.99 | 1,887.51 | 1742.85  | 5130.58    | -0.8       | 6,488.23     | -0.5         |
| 2018 | 共       | 共    | 共    | 344.21   | 1015.63  | 254.20   | 885.71   | 1007.136 | 1,464.48 | 1,915.08 | 1,918.58 | 1763.78  | 5284.41    | 3.0        | 6,676.65     | 2.9          |
| 2019 | 共       | 共    | 民    | 344.81   | 956.19   | 253.74   | 831.42   | 1018.621 | 1,444.11 | 1,911.31 | 1,914.55 | 1617.79  | 5146.27    | -2.6       | -            | -            |
| 1973-1980 | -        | -     | -     | -18.9    | 0.5      | -9.2     | 8.6      | -14.5    | -6.0     | 6.5      | 6.5      | 20.0     | 0.6        | -          | -            | -            |
| 1980-1990 | -        | -     | -     | -11.3    | 5.7      | -9.4     | 19.7     | -10.0    | -4.5     | 13.4     | 13.4     | 18.6     | 6.1        | -          | 10.2         | -            |
| 1990-2000 | -        | -     | -     | 11.9     | 23.0     | 5.5      | 29.0     | 1.2      | 5.5      | 17.8     | 17.8     | 26.2     | 16.4       | -          | 13.0         | -            |
| 2000-2010 | -        | -     | -     | -11.7    | 2.1      | -7.7     | 0.3      | -14.1    | -15.8    | -1.5     | -1.4     | -1.7     | -4.8       | -          | -4.0         | -            |
| 2010-2018 | -        | -     | -     | 2.6      | -16.0    | 15.2     | -13.6    | 9.5      | -2.8     | 4.2      | 4.1      | -22.3    | -5.4       | -          | -4.4         | -            |
| 年度 | 大 統 領 | 上 院 | 下 院 | 鉱燃     | 小計     | 鉱燃     | 小計     | 鉱燃     | 小計     | 鉱燃     | 小計     | 電力部門 | 排出量     | 増減       | 排出量       | 増減         |
| 年度 | 大 統 領 | 上 院 | 下 院 | 家庭部門 | 家庭部門 | 商業部門 | 商業部門 | 工業部門 | 工業部門 | 交通部門 | 交通部門 | 電力部門 | 二酸化炭素 | 二酸化炭素 | 温室効果ガス | 温室効果ガス |
| - 表記する項目の意味。 - 大統領は大統領の所属政党、上院は上院の多数議席政党、下院は下院の多数議席政党。 - 家庭部門、商業部門、工業部門、交通部門、電力部門は二酸化炭素総量の部門別排出量。 - 鉱燃は家庭部門、商業部門、工業部門、交通部門の二酸化炭素排出量のうち鉱物燃料による排出量。 - 小計は家庭部門、商業部門、工業部門、交通部門の二酸化炭素排出量。 - 二酸化炭素は二酸化炭素の総排出量。 - 温室効果ガスは温室効果ガスの総排出量。 - 増減は前年の排出量の増減の比率。 - 1980-1990は10年間の排出量の増減比率。但し、2010年代の温室効果ガス排出量の増減比率は、2010-2018の8年間に対してである。 - 表記の単位・精度 - 排出量の単位は100万Metric Ton。 - 増減率は%、小数第1位まで表記した。 - 資料の引用元・出典 - 二酸化炭素排出量はアメリカ合衆国エネルギー省エネルギー情報局の月間エネルギー指標から、 1980-1989年の温室効果ガス排出量は2008年の年間エネルギー指標（Annual Energy Review 2008）から引用した。 - 家庭部門は、Table 12.2 Carbon Dioxide Emissions From Energy Consumption: Residential Sector - 商業部門は、Table 12.3 Carbon Dioxide Emissions From Energy Consumption: Commercial Sector - 工業部門は、Table 12.4 Carbon Dioxide Emissions From Energy Consumption: Industrial Sector - 交通部門は、Table 12.5 Carbon Dioxide Emissions From Energy Consumption: Transportation Sector - 電力部門は、Table 12.6 Carbon Dioxide Emissions From Energy Consumption: Electric Power Sector - 二酸化炭素排出量は、12.1 Carbon Dioxide Emissions From Energy Consumption by Source - 1980-1989年の温室効果ガス排出量は、Table 12.1 Emissions of Greenhouse Gases, 1980-2007(P347) - 1990年以降の温室効果ガス排出量は、OECDのデータから引用した。 - Greenhouse gas emissions |          |       |       |          |          |          |          |          |          |          |          |          |            |            |              |              |

## 米国のバイオ燃料生産量・生産能力
| 年度 | 生産量 | 生産量 | 生産能力 | 生産能力 | 増大予定生産能力 | 増大予定生産能力 | 生産施設数 | 生産施設数 | 生産施設数 |
| 年度 | 生産量 | 増減   | 生産能力 | 増減     | 生産能力         | 増減             | 稼動中     | 建設中     |            |
| --- | ------ | ------ | -------- | -------- | ---------------- | ---------------- | ---------- | ---------- | ---------- |
| 1980 | 175    | NA     | NA       | NA       | NA               | NA               | NA         | NA         |            |
| 1981 | 215    | 22.9   | NA       | NA       | NA               | NA               | NA         | NA         |            |
| 1982 | 350    | 62.8   | NA       | NA       | NA               | NA               | NA         | NA         |            |
| 1983 | 415    | 18.6   | NA       | NA       | NA               | NA               | NA         | NA         |            |
| 1984 | 510    | 22.9   | NA       | NA       | NA               | NA               | NA         | NA         |            |
| 1985 | 617    | 21.0   | NA       | NA       | NA               | NA               | NA         | NA         |            |
| 1986 | 712    | 15.4   | NA       | NA       | NA               | NA               | NA         | NA         |            |
| 1987 | 819    | 15.0   | NA       | NA       | NA               | NA               | NA         | NA         |            |
| 1988 | 831    | 1.5    | NA       | NA       | NA               | NA               | NA         | NA         |            |
| 1989 | 843    | 1.4    | NA       | NA       | NA               | NA               | NA         | NA         |            |
| 1990 | 848    | 0.6    | NA       | NA       | NA               | NA               | NA         | NA         |            |
| 1991 | 866    | 2.1    | NA       | NA       | NA               | NA               | NA         | NA         |            |
| 1992 | 985    | 13.7   | NA       | NA       | NA               | NA               | NA         | NA         |            |
| 1993 | 1,154  | 17.2   | NA       | NA       | NA               | NA               | NA         | NA         |            |
| 1994 | 1,289  | 11.7   | NA       | NA       | NA               | NA               | NA         | NA         |            |
| 1995 | 1,358  | 5.4    | NA       | NA       | NA               | NA               | NA         | NA         |            |
| 1996 | 1,088  | -19.9  | NA       | NA       | NA               | NA               | NA         | NA         |            |
| 1997 | 1,288  | 18.4   | NA       | NA       | NA               | NA               | NA         | NA         |            |
| 1998 | 1,405  | 9.1    | 1,701.7  | NA       | 77.0             | NA               | 50         | 5          |            |
| 1999 | 1,465  | 4.3    | 1,748.7  | 2.8      | 91.5             | 18.8             | 54         | 6          |            |
| 2000 | 1,622  | 10.7   | 1,921.9  | 9.9      | 64.7             | -29.3            | 56         | 5          |            |
| 2001 | 1,765  | 8.8    | 2,347.3  | 22.1     | 390.7            | 503.9            | 61         | 13         |            |
| 2002 | 2,140  | 21.2   | 2,706.8  | 15.3     | 483.0            | 23.6             | 68         | 11         |            |
| 2003 | 2,810  | 31.3   | 3,100.8  | 14.6     | 598.0            | 23.8             | 72         | 15         |            |
| 2004 | 3,404  | 21.1   | 3,643.7  | 17.5     | 754.0            | 26.1             | 81         | 16         |            |
| 2005 | 3,904  | 14.7   | 4,336.4  | 19.0     | 1778.0           | 135.8            | 95         | 31         |            |
| 2006 | 4,884  | 25.1   | 5,493.4  | 26.7     | 5635.5           | 217.0            | 110        | 76         |            |
| 2007 | 6,521  | 33.5   | 7,888.4  | 43.6     | 6129.5           | 8.8              | 139        | 61         |            |
| 2008 | 9,309  | 42.8   | 10,569.4 | 34.0     | 2066.0           | -66.3            | 170        | 20         |            |
| 2009 | 10,938 | 17.5   | 11,877.4 | 12.4     | 1432.0           | -30.7            | 189        | 11         |            |
| 2010 | 13,298 | 21.6   | 1,3507.9 | 13.7     | 560.0            | -60.9            | 204        | 9          |            |
| 2011 | 13,929 | 4.7    | 14,114.4 | 4.5      | 140.0            | -75.0            | 209        | 2          |            |
| 2012 | 13,218 | -5.1   | 13,317.9 | -5.6     | 50.0             | -64.3            | 211        | 8          |            |
| 2013 | 13,293 | 0.6    | 13,966.0 | 4.9      | 167.0            | 234.0            | 192        | 7          |            |
| 2014 | 14,313 | 7.7    | 14,575.0 | 4.4      | 100.0            | -40.1            | 198        | 3          |            |
| 2015 | 14,807 | 3.5    | 15,113.0 | 3.7      | 162.0            | 62.0             | 199        | 3          |            |
| 2016 | 15,413 | 4.1    | 15,555.0 | 2.9      | 91.0             | -43.8            | 200        | 3          |            |
| 2017 | 15,936 | 3.4    | 16,241.0 | 4.4      | 465.0            | 411.0            | 201        | 7          |            |
| 2018 | 16,091 | 1.0    | 16,501.0 | 1.6      | 350.0            | -24.7            | 199        | 9          |            |
| 2019 | 15,778 | -1.9   | 16,924.0 | 4.4      | 183.0            | -47.7            | 190        | 4          |            |
| 1980-1990(%) | 484.6  | -      | -        | -        | -                | -                | -          | -          |            |
| 1990-2000(%) | 172.8  | -      | -        | -        | -                | -                | -          | -          |            |
| 2000-2010(%) | 819.9  | -      | -        | -        | -                | -                | -          | -          |            |
| 1998-2008(%) | 562.6  | -      | 521.1    | -        | 2583.1           | -                | -          | -          |            |
| 2009-2019(%) | 144.2  | -      | 142.5    | -        | -87.1            | -                | -          | -          |            |
| - 表記する項目の意味。 - 増減は前年の排出量との比率。 - 1980-1990は10年間の比率。 - 表記の単位・精度 - バイオ燃料の生産量・生産能力の単位は100万USガロン。 - 1USガロン＝3.785411リットル、1リットル＝0.264172USガロン。 - 増減率は%、小数1位まで表記した。 - 資料の引用元・出典 - Renewable Fuels Association（再生可能燃料協会） のデータから引用した。 - 生産量は、Markets & Statistics （市場と統計） - 生産量以外は、Annual Industry Outlook（バイオマスエタノール産業の展望） |        |        |          |          |                  |                  |            |            |            |

### 環境問題全般
- アメリカ環境問題委員会 『公害教書'70 ニクソン大統領環境報告』坂本藤良スタディグループ訳編 日本総合出版機構, 1970
- アメリカ環境問題委員会 『公害教書'71 ニクソン大統領環境報告』坂本藤良スタディグループ訳編 日本総合出版機構, 1971
- レスター・ブラウン『レスター・ブラウンの環境革命-21世紀の環境政策をめざして』朔北社。
- レスター・ブラウン『エコ経済革命-地球と経済を救う5つのステップ』たちばな出版。
- レスター・ブラウン『環境と経済のサバイバル・パス』家の光協会。
- レスター・ブラウン『エコ・エコノミー』家の光協会。
- レスター・ブラウン『プランB2.0』ワールドウォッチジャパン,2006。
- バリー・フィールド『環境経済学入門』日本評論社。
- クリストファー・フレイヴィン『地球白書2007-08』ワールドウォッチジャパン, 2007。
- クリストファー・フレイビン『地球と環境-21世紀のビジョン-2005年版』同友館。
- ケリー・ターナー、デビッド・ピアス、イアン・ベイトマン『環境経済学入門』東洋経済新報社。
- 森田昌敏、森秀行、富永健、他『地球環境ハンドブック』朝倉書店
- 吉岡完治、松橋隆治、鷲津明由『環境の産業連関分析』日本評論社
- 石弘之『環境学の技法』東京大学出版会
- 石弘之『地球環境報告』岩波書店
- 石弘之、安田喜憲、湯浅赳男『環境と文明の世界史　人類史の興亡を環境史から学ぶ』洋泉社
- 松井孝典、河合雅雄、浜田隆士、他『生命の地球　心の生まれた世界』三友社出版
- サイモン・レヴィン『持続不可能性　環境保全のための複雑系理論入門』文一総合出版
- 松井孝典、安田喜憲『地球文明の寿命　人類はいつまで発展を享受できるか』PHP研究所
- 松井孝典『150億年の手紙　進化論から分化論へ　パラダイムは変わる、地球・宇宙・そして人間』徳間書店
- サステナブルデザイン研究会『2100年未来の街への旅　自然循環型社会とは何か』学習研究社
- 山谷修作『循環型社会の公共政策』中央経済社
- 鈴木胖『リサイクル工学　循環型社会の構築を目指して』エネルギー資源学会
- 川名英之『どう創る循環型社会』緑風出版
- 山本浩美『アメリカ環境訴訟法』弘文堂。

### エネルギー・気候変動
- ポール・ホーケン『自然資本の経済-成長の限界を突破する新産業革命』日本経済新聞社。
- リチャード・オリバーバイオエコノミー-新しい経済法則がすべてのビジネスを変える』ダイヤモンド社。
- クリストファー・フレイビン『エネルギー大潮流-石油文明が終わり新しい社会が出現する』ダイヤモンド社。
- トム・コペル『燃料電池で世界を変える』翔泳社。
- ジェレミー・リフキン『水素エコノミー-エネルギー・ウェブの時代』NHK出版。
- 新田尚、伊藤朋之、野瀬純一、他『気象ハンドブック』朝倉書店
- アルバート・ゴア『不都合な真実』マガジンハウス講談社。
- エルンスト・ワイツゼッカー『ファクター4　豊かさを2倍に資源消費を半分に』省エネルギーセンター
- フリードリヒ・シュミット『ファクター10　エコ効率革命を実現する』シュプリンガー・フェアラーク
- 泉邦彦『地球温暖化とオゾン層破壊』新日本出版社
- 環境庁地球温暖化問題研究会『地球温暖化を防ぐ』NHK出版
- 新田尚、伊藤朋之、野瀬純一、他『気象ハンドブック』朝倉書店
- アンソニー・レイスロウィッツ他『CLIMATE CHANGE IN THE AMERICAN MIND - American's Global Warming Beliefs and Attitudes in May 2011』(リンク)
- An erosion of trust? Nature 466, 24-26 (2010)

### 有害物質・廃棄物浄化
- 犬養道子『人間の大地』岩波書店
- 畑明郎『土壌・地下水汚染　広がる重金属汚染』有斐閣
- 北野大、及川紀久雄『人間・環境・地球　化学物質と安全性』共立出版
- 広瀬弘忠『酸性化する地球』NHK出版
- 及川紀久雄『知っていますか暮らしの有害物質　いのちを守る安全学NHK出版
- 左巻健男『話題の化学物質100の知識』東京書籍
- 能登春男、能登あきこ『明日なき汚染　環境ホルモンとダイオキシンの家』集英社
- 宮田秀明『ダイオキシン』岩波書店
- 立川涼『提言ダイオキシン緊急対策』かもがわ出版
- 柘植秀樹、荻野和子、竹内茂弥『環境と化学　グリーンケミストリー』東京化学同人
- 御園生誠、村橋俊一『グリーンケミストリー　持続的社会のための化学』講談社
- 本多淳裕『ごみ対策が危ない　絵で見る廃棄物問題の解決策』省エネルギーセンター
- 本多淳裕『ゴミ・資源・未来　急げ、リサイクル社会へ』省エネルギーセンター
- 植田和弘『廃棄物とリサイクルの経済学』有斐閣
- 矢田美恵子、佐々木健、川口博子『廃棄物のバイオコンバージョン　ゼロエミッションをめざして』地人書館
- 村田徳治『廃棄物の資源化技術』オーム社
- 石川禎昭『これからの廃棄物処理と地球環境』中央法規出版
- 丸尾直美、西ヶ谷信雄、落合由紀子『エコサイクル社会』有斐閣
- 本多淳裕『ゴミのリサイクル　ごみ再生利用促進策の提言』省エネルギーセンター
- 渡辺雄二『脱ダイオキシン社会をめざして　新しいリサイクルシステムの創造』ダイヤモンド社
- 化学工学会、環境パートナーシップCLUB『廃棄物の処理　循環型社会に向けて　化学工学の進歩』槇書店

### 生物多様性
- レイチェル・カーソン『沈黙の春』新潮社。
- レイチェル・カーソン『センス・オブ・ワンダー』新潮社。
- レイチェル・カーソン『失われた森』集英社。
- レイチェル・カーソン『海辺-生命のふるさと』平凡社。
- シーア・コルボーン、ダイアン・ダマノスキ、ジョン・マイヤーズ『奪われし未来』翔泳社。
- エドワード・ウィルソン『生命の多様性』岩波書店。
- エドワード・ウィルソン『生命の未来』角川書店。
- エドワード・ウィルソン『バイオフィリア-人間と生物の絆』平凡社。
- ユージン・ラポワント『地球の生物資源を抱きしめて』新風舎。
- ナイルズ・エルドリッジ『生命のバランス-人類と生物多様性の危機』青土社。

### バイオテクノロジー
- アレクサンダー・グレイザー『微生物バイオテクノロジー』培風館。
- テレンス・ブラウン『ゲノム-新しい生命情報システムへのアプローチ』メディカル・サイエンス。
- 中村祐輔、中村雅美『ゲノムが世界を支配する』講談社。
- シュリーヴ『ザ・ゲノム・ビジネス』角川書店。
- 森健『人体改造の世紀-ヒトゲノムが切り開く遺伝子技術の功罪』講談社。
- 古谷利夫、増保安彦、辻本豪三『ゲノム創薬-創薬のパラダイムシフト』中山書店。
- ジェレミー・リフキン『バイテク・センチュリー-遺伝子が人類そして世界を改造する』集英社。
- ゴードン・カーター、ステフェン・ボイル『知っておきたいDNA、遺伝子、遺伝子工学の基礎知識』宝酒造。
- 中村靖彦『遺伝子組み換え食品を検証する』NHK出版。
- 三瀬勝利『遺伝子組み換え食品のリスク』NHK出版。

### 環境保護に関する国際条約
- 外務省・環境に関する政策
  - 海洋法に関する国際連合条約（United Nations Convention on the Law of the Sea）
  - 多様な生物を生息環境とともに保全し生物資源を持続可能に利用し遺伝資源から生ずる利益を公正に配分するための生物多様性条約（CBD）
  - 生物多様性条約のカルタヘナ議定書
  - 絶滅のおそれのある野生動植物の種の国際取引を規制するワシントン条約（CITES）
  - 野鳥の生息地として重要な湿地を保護するラムサール条約（Ramsar Convention）
  - 深刻な干ばつまたは砂漠化に直面する国に対する砂漠化対処条約（UNCCD）
  - 南極の平和利用と科学的調査の自由と国際協力の促進と領土権主張の凍結を規定する南極条約（Antarctic Treaty）
  - オゾン層を保護するための国際協力を規定するウィーン条約（Vienna Convention）とモントリオール議定書（Montreal Protocol）
  - 環境中での残留性が高いPCB・DDT・ダイオキシン等の残留性有機汚染物質を規制するストックホルム条約（POPS）
  - 国際貿易の対象となる特定の有害な化学物質についての事前の情報に基づく同意の手続を規定するロッテルダム条約（PIC）
  - 有害廃棄物の国際移動とその処分の管理を規定するバーゼル条約（Basel Convention）
  - たばこの規制に関する世界保健機関枠組条約
- 環境省・地球環境に関する政策
  - 大気中の温室効果ガスの濃度を地球温暖化が進行しない程度に安定化させる気候変動枠組条約と京都議定書
  - 野鳥の生息地として重要な湿地を保護するラムサール条約（Ramsar Convention）
  - 国際貿易の対象となる特定の有害な化学物質についての事前の情報に基づく同意の手続を規定するロッテルダム条約（PIC）
  - 環境中での残留性が高いPCB・DDT・ダイオキシン等の残留性有機汚染物質を規制するストックホルム条約（POPS）
- 国連環境プログラム
  - 海洋法に関する国際連合条約（United Nations Convention on the Law of the Sea）
  - 多様な生物を生息環境とともに保全し生物資源を持続可能に利用し遺伝資源から生ずる利益を公正に配分するための生物多様性条約（CBD）
  - 絶滅のおそれのある野生動植物の種の国際取引を規制するワシントン条約（CITES）
  - 野鳥の生息地として重要な湿地を保護するラムサール条約（Ramsar Convention）
  - 深刻な干ばつまたは砂漠化に直面する国に対する砂漠化対処条約（UNCCD）
  - オゾン層を保護するための国際協力を規定するウィーン条約（Vienna Convention）とモントリオール議定書（Montreal Protocol）
  - 大気中の温室効果ガスの濃度を地球温暖化が進行しない程度に安定化させる気候変動枠組条約（UNFCCC）
  - 環境中での残留性が高いPCB・DDT・ダイオキシン等の残留性有機汚染物質を規制するストックホルム条約（POPS）
  - 国際貿易の対象となる特定の有害な化学物質についての事前の情報に基づく同意の手続を規定するロッテルダム条約（PIC）
  - 有害廃棄物の国際移動とその処分の管理を規定するバーゼル条約（Basel Convention）

### アメリカの環境・政策・法律
- - アメリカ合衆国環境保護庁
    - 気候変動
    - 大気
    - 酸性雨
    - 湿原
    - 天然水・飲料水
    - 廃棄物
    - 保健
    - 研究開発

  - アメリカ合衆国エネルギー省
    - エネルギー効率と再生可能エネルギー政策
      - Biomass Program
      - Building Technologies Program
      - Energy Management Program
      - CAR and Vehicle Technologies Program
      - Geothermal Technologies Program
      - Hydrogen Fuel Cells and Infrastructure Technologies Program
      - Industrial Technologies Program
      - Solar energy Technologies
      - Weatherization and Intergovernmental Program
      - Wind and Hydropower Technologies Program

    - エネルギー情報局
      - 州と連邦の歴史的データ
      - 総合エネルギー
        - エネルギー指標
        - アメリカ合衆国二酸化炭素排出量（2017年）

      - 州と連邦の歴史的データ

  - Renewable Fuels Association（再生可能燃料協会）
  - アメリカ合衆国農務省

### アメリカの政府・議会・政策・法律
- アメリカ合衆国大統領官邸
  - アメリカ合衆国国務省
    - 秘書事務局
      - 法律顧問 
        - 条約の情報

    - アメリカンセンターJAPAN
      - アメリカ合衆国憲法（日本語版・仮翻訳）
- アメリカ合衆国上院
- アメリカ合衆国下院
- アメリカ合衆国連邦議会図書館
  - アメリカ合衆国憲法
- アメリカ合衆国国立公文書館
  - アメリカ合衆国憲法

### 大統領・連邦議会議員・州知事の選挙結果
- The President of the United States
- Atlas of U.S. Presidental Elections 
  - United States Presidential Election Results
- United States Senate
  - Party Division in the Senate 1789-Present
- United States House of Representatives
  - House History
- Elections in the United States
  - United States Presidential Election
  - United States Senate Elections
  - United States House of Representatives Elections
- List of United States Congresses
- United States Senators
  - List of Current United States Senators
- United States House of Representatives
- Lists of United States Governors

### 民間組織
- Earth Policy Institute
- Worldwatch Institute
- Renewable Fuels Association

### 国際機関
- 国連開発計画
- 世界気象機関
- Intergovernmental Panel on Climate Change
- 国連気候変動枠組条約